# Cut Lip

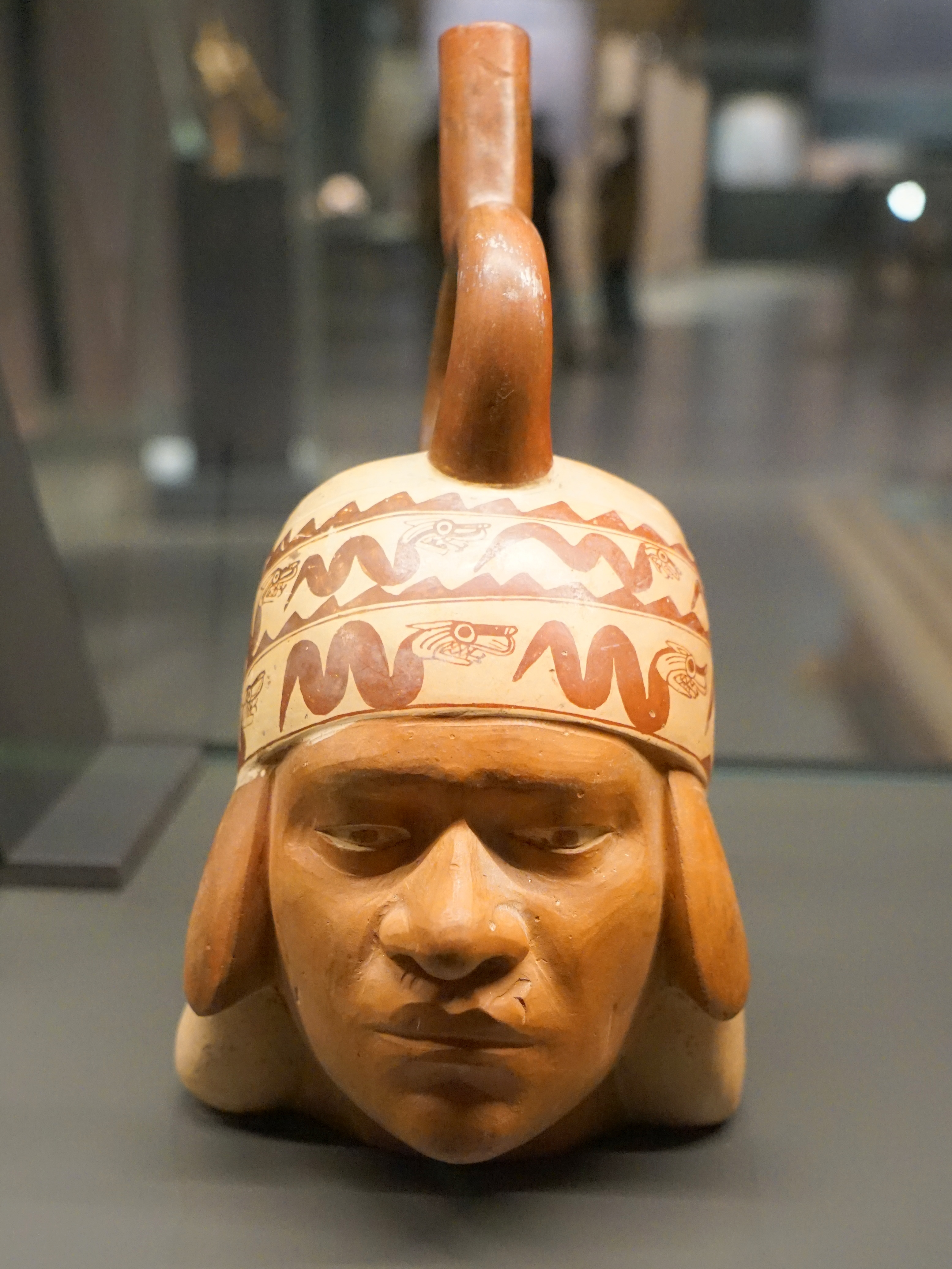
Gabelhalsflasche mit dem Porträt Cut Lips, Sammlung Ebnöther, 2023

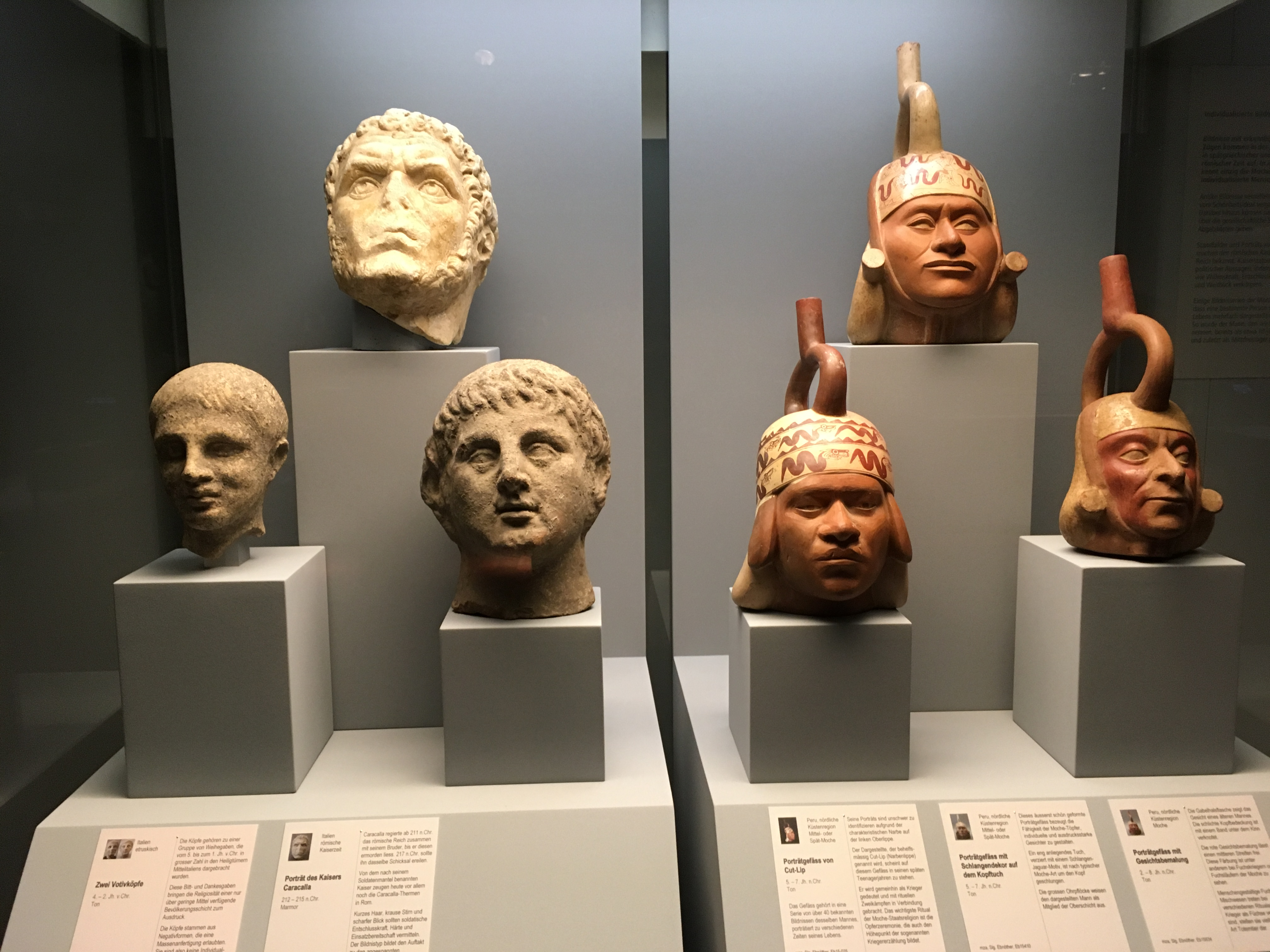
Cut Lip in der Dauerausstellung des Museums zu Allerheiligen, 2019

Cut Lip (übersetzt schnittartig verletzte Lippe, aber auch Narbenlippe genannt) war ein Krieger der Moche, der um das Jahr 500 im Norden des heutigen Peru lebte. Außergewöhnlich ist, dass sein Bildnis auf mehr als vierzig Gabelhalsflaschen abgebildet ist, die ihn von der Kindheit bis zu einem Alter von etwa Mitte dreißig darstellen.

## Geschichte
Der auf vielen Gefäßen dargestellte Mann bzw. Knabe wird in der Literatur behelfsmäßig Cut Lip genannt. Die Gabelhalsflasche der Sammlung Ebnöther im Museum zu Allerheiligen in Schaffhausen wird auf den Zeitabschnitt „Moche IV“, 450–550 n. Chr., der südlichen Moche datiert. Cut Lip ist an einer charakteristischen Narbe auf der linken Seite seiner Oberlippe zu identifizieren. Da er erstmals als Knabe porträtiert wird, ist anzunehmen, dass er zu einer führenden Familie gehörte oder „einen bestimmten Status geerbt hat“. In den Darstellungen als Teenager trägt er noch keinen Ohrschmuck. Später wird Cut Lip als „erfahrener Krieger“ und zuletzt, im Alter von etwa Mitte dreißig, als Gefangener dargestellt. Als Krieger wird er mit rituellen Zweikämpfen in Verbindung gebracht.
Der Hochschullehrer und Museumsleiter Christopher B. Donnan hat sich bei seinen Studien über Porträts der Moche eingehend mit der Serie von Gefäßen befasst, die Cut Lip darstellen, und versucht diese in einen Zeitablauf einzuordnen. Derartige Gefäße waren im täglichen Gebrauch und wurden später als Grabbeigaben verwandt. Die im Handel verkauften Gabelhalsflaschen konnten keinen archäologischen Fundstätten mehr zugewiesen werden.
Donnan hat auch den Begriff der „Kriegererzählung“ (englisch warrior narrative) geprägt. Die Gabelhalsflaschen zeigen diese in ihrem Ablauf in fünf Phasen. In der ersten Phase wurde der aufwändig ausgestattete Krieger mit seinen Waffen präsentiert. Es folgt die Darstellung des Kampfes oder eines zeremoniellen Duells. Dem Verlierer wurde in der dritten Phase ein Seil um den Hals gelegt, er verlor Kleidung, Waffen und Ohrschmuck. Im Kampf Getötete wurden von Geiern zerhackt. Der gefangene Krieger wurde anschließend zum Tempel geführt, wo er in der vierten Phase der Erzählung nackt und mit auf dem Rücken gefesselten Händen präsentiert wurde. „Höhepunkt“ und Abschluss der „Kriegererzählung“ sowie wichtigstes Ritual der Staatsreligion der Moche war die Opferzeremonie, die oft als Blutopfer erfolgte. Der Leichnam wurde ebenfalls den Geiern überlassen.

## Gabelhalsflasche der Sammlung Ebnöther
Die Gabelhalsflasche mit dem Porträt Cut Lips wurde 1987 in Lima für die Sammlung Marcel Ebnöthers angekauft. Sie ist Teil der Dauerausstellung des Museums zu Allerheiligen (Inventarnummer Eb15-025) in Schaffhausen in der Schweiz und wird dort mit zwei weiteren Gefäßen der Moche-Kultur im Kontext von einem Porträt des Kaisers Caracalla (217 ermordet) und zwei etruskischen Votivköpfen präsentiert.
Das tönerne Gefäß ist 30,0 Zentimeter hoch, 16,5 Zentimeter breit und 19,5 Zentimeter tief. Es ist rot gebrannt, wiegt 1,216 Kilogramm und ist bemalt. Ein Riss über dem Boden ist geklebt, der Ausguss ist gebrochen, geklebt, gekittet und retuschiert. Neben einigen punktförmigen Abplatzungen ist die Bemalung des Kopfputzes hinten teilweise abgeschürft. Es zeigt Cut Lip als Jugendlichen ohne den Ohrschmuck erwachsener Männer. Dargestellt werden noch zwei weitere Narben unterhalb des rechten Nasenlochs und ein Schnitt auf der rechten Seite der Oberlippe. Der junge Mann trägt ein Kopftuch als Schmuck, das aus hellem Schlicker aufgemalt ist. Das Stirnband des Kopftuchs zeigt Schlangen mit Ohren und ausgeprägten Zähnen sowie gezackte Linien als Abgrenzung. Von Cut Lip gibt es zwei weitere, sehr ähnliche Darstellungen, von denen eine vermutlich vom selben Töpfer angefertigt wurde. Auch der Maler könnte derselbe gewesen sein.
Eine weitere Bemalung unter dem Kinn und entlang des Kiefers ist bei jüngeren Personen nicht üblich und wurde möglicherweise lange nach der Herstellung des Gefäßes hinzugefügt. Die feine Strichzeichnung wurde nach dem Brennen des Gefäßes mit organischem Schwarzpigment aufgetragen. In ungebrannter Ausführung sind solche Zeichnungen sehr empfindlich und sind oft verwischt. Die Bemalung dieser Figur umfasst parallele Linien über einem Band mit eiförmigen Darstellungen, aus denen „zoomorphe“ Köpfe (eine Form mythologischer Tiere) hervortreten. Ein weiteres Band zeigt ovale, untereinander verbundene Motive, die vertikal geteilt sind. Stand der gegenwärtigen wissenschaftlichen Interpretation ist, dass die beiden Bänder wahrscheinlich Insekten im Puppenstadium sowie Nectandrafrüchte (bzw. Espingo-Samen) zeigen. Zentrales Element der Zeichnung sind zwei im Profil dargestellte, bewaffnete Vogelgestalten, die sich gegenüberstehen. Ihnen folgen jeweils eine Figur zoomorpher Wesen. In der Mitte der Zeichnung ist darunter die Darstellung einer Schlange über einem Waffenbündel abgebildet, das auch eine Keule und einen Schild enthält. Die flankierenden Motive sind verblasst und können nicht mehr identifiziert werden. Derartige Kieferbemalungen sind nur bei Portraitgefäßen älterer Krieger üblich und bei Darstellungen jüngerer Personen eher selten.

## Belege und Anmerkungen
1. ↑  Sonderausstellung „Moche“ (30. September 2023 bis 26. Mai 2024) im Museum zu Allerheiligen, Schaffhausen.
2. ↑  Die beiden anderen Porträtgefäße zeigen Ohrpflöcke als Statussymbol älterer Männer.
3. 1 2 3 4 5  Joanne Pillsbury: Gabelhalsflasche in Form eines Porträtkopfs (sog. Cut Lip). In: Werner Rutishauser (Hrsg.): Moche. 1000 Jahre vor den Inka. S. 37.
4. 1 2  Christopher B. Donnan: Moche Portraits from Ancient Peru. Austin 2004. S. 141–149, 152, 158–159.
5. ↑  Steve Bourget: Rituelle Kriegsführung und die Kriegererzählung. In: Werner Rutishauser (Hrsg.): Moche. 1000 Jahre vor den Inka. München 2023.
6. ↑  Abzeichnung in: Werner Rutishauser (Hrsg.): Moche. 1000 Jahre vor den Inka. München 2023. S. 37.

| Personendaten    | Personendaten     |
| ---------------- | ----------------- |
| NAME             | Cut Lip           |
| KURZBESCHREIBUNG | Krieger der Moche |
| GEBURTSDATUM     | 1. Jahrtausend    |
| STERBEDATUM      | 1. Jahrtausend    |